# Byssonectria
Byssonectria P. Karst. (oranżówka) – rodzaj grzybów z typu workowców (Ascomycota).

## Systematyka i nazewnictwo
Pozycja w klasyfikacji według Index Fungorum: Pyronemataceae, Pezizales, Pezizomycetidae, Pezizomycetes, Pezizomycotina, Ascomycota, Fungi.
Synonimy: Inermisia Rifai, Kotlabaea Svrček, Pseudocollema Kanouse & A.H. Sm.

## Gatunki występujące w Polsce
- Neottiella carestiae (Ces. ex Cooke) Sacc. 1889
- Byssonectria deformis (P. Karst.) U. Lindem. & M. Vega 2015 – oranżówka niekształtna
- Byssonectria fusispora (Berk.) Rogerson & Korf 1971 – oranżówka wrzecionowatozarodnikowa
- Byssonectria terrestris (Alb. & Schwein.) Pfister 1994 – oranżówka naziemna
- Byssonectria tetraspora (Fuckel) Korf 1971

Nazwy naukowe na podstawie Index Fungorum. Wykaz gatunków według A. Chmiel i in. Nazwy polskie na podstawie rekomendacji Komisji ds. Nazewnictwa Grzybów.